# ケーザイ・シモン
ケーザイ・シモン（ハンガリー語: Kézai Simon、ラテン語: Simonis de Kéza）は、13世紀ハンガリーの聖職者、歴史家である。ハンガリー王ラースロー4世の宮廷司祭・公証人を務め、有名な年代記“Gesta Hungarorum”（『ハンガリー人の事績』）を編纂したことで知られる。

## 人物
ケーザイ・シモンの人生についてわかっていることは、ほとんどない。ドイツ、フランス、イタリアなどを旅し、おそらくはパドヴァ大学で法学を学んだとみられ、ローマ法、フランスの宮廷文学、ラテン文学に通じていた。ハンガリーの王宮へ出仕し、ラースロー4世の治世に宮廷司祭、公証人を務めた。ラースロー4世に仕えていた1280年代前半に、ハンガリーの歴史学上たいへん重要な年代記“Gesta Hungarorum”（『ハンガリー人の事績』）を編纂した。
ケーザイ・シモンという名前の「ケーザ（Kéza）」が意味するところについては、様々な議論がなされているが、恐らく地名であろうと考えられる。ハンガリーにケーザという地名は現存せず、かつてビハール県にあった地名や、現在のドゥナケシが取り沙汰され、その後フェイェール県のビチケ近郊にあった地名が有力視されるようになったが、はっきりしたことはわかっていない。

## 年代記
ケーザイは、その手になる年代記“Gesta Hungarorum”が、後世のハンガリーの年代記・歴史書に数多く引用されたことで、広くその名が知られている。ケーザイの年代記は、原本は現存せず、中世に作成された写本も行方知れずとなっている。現存するのは、中世写本を元に18世紀に作成された写本、及びそれを元に出版された刊本のみである。年代記は4部構成で、フン人の事績を記した第1書、ハンガリー人のパンノニア再征服と王国成立を述べた第2書、貴族の系譜を説明した第1付録、隷属民について説明した第2付録からなる。
年代記においてケーザイは、ハンガリー人がフン人と同一の集団とみなした。フン人とハンガリー人を同族とするみかたは、西ヨーロッパで10世紀には発生していたとみられるが、当初は数ある説の一つに過ぎなかった。ケーザイはこの見解を年代記の軸に据え、ノアの子孫でフン人とハンガリー人の始祖であるフノルとマゴルの兄弟の神話を構築し、そこからアッティラを経てハンガリー人に至る架空の歴史を創作した。ケーザイ以前のハンガリーの年代記にも、ハンガリー人の神話的過去を描いたものはあるが、そこにフン人を結び付けたのは、ケーザイが最初である。ケーザイ・シモンは、西ヨーロッパへの旅行や文献調査によって蓄えた知識に基づいて執筆し、ヨルダネスの歴史書や『ニーベルンゲンの歌』、ハンガリーのローマ遺跡にまつわる口承などを利用して創作を行った。ケーザイが歴史を創作した意図は、ハンガリー人とフン人を同一視することで、ハンガリー人がパンノニアを征服したことを、フン人の旧領への帰還として正当化し、更にフン人とハンガリー人の祖先に聖書の登場人物を持ってくることで、キリスト教世界に対してもアールパード朝の正統性を主張することにあったと考えられる。
ケーザイはまた、ローマ法に関する見識を活用し、年代記を通じてキリスト教世界にハンガリーが法治国家であることを認めさせようとしていた。ケーザイは、ハンガリー人貴族と外来の貴族、ハンガリー人の非貴族・隷属民、異民族出身の隷属民が混在する複雑な社会構造を、慣習法と成文法を駆使して説明づけ、対外的にはハンガリー人が独自のやり方で法に則った統治をしてきたことを、対内的には中小貴族層の権利の保障を主張した。

### 後世への影響
ケーザイが創作したハンガリーの先史、ケーザイの身分制に関する法解釈は、14世紀、15世紀のハンガリーの年代記・歴史書にも引用され、その思想の基礎となった。自らをフン人と同一視する見解は、ハンガリー人、特に貴族の自己意識に大きな影響を与え、身分の区別を法的に説明した部分は、後世の貴族や法学者が貴族の特権や農奴階級の形成の正当化に利用した。ハンガリー人とその国家の独自性を強調するため、フン人とハンガリー人の同一性を歴史的な真実とする見解は、18世紀まで継承された。